# 瓦氏吸口魚
瓦氏吸口魚（學名：Moxostoma valenciennesi），為輻鰭魚綱鯉形目亞口魚科的其中一種，為溫帶淡水魚，分布於北美洲加拿大魁北克省、安大略省五大湖-聖羅倫斯河、哈德遜灣沿岸至美國佛蒙特州至明尼蘇達州，南至肯塔基州密西西比河流域，本魚體呈圓柱形，頭部圓鈍，口近下位，身體兩側有紅金色的胸鰭和腹鰭，尾鰭銹紅色有輕微的缺口，魚鱗有黑斑，體長可達80公分，體重可達4.2公斤，壽命可達27年，棲息礫石底質的中大型河川、湖泊底層水域，屬雜食性，以小型甲殼類動物、水生昆蟲和幼蟲、有機碎屑、蝸牛和藻類為食，繁殖期5至6月，可作為遊釣魚。